# European Studbook Foundation
De European Studbook Foundation (ESF) is een in Nederland geregistreerde, non-profitorganisatie die zich ten doel stelt om stamboeken van reptielen en amfibieën bij te houden. De organisatie werd in 1997 als "Stichting Overkoepelend Orgaan Stamboeken“ opgericht en in 2003 omgedoopt tot ESF. Eind 2008 hield de organisatie meer dan 80 stamboeken bij waaraan fokkers uit heel Europa meededen.

## Doel
- Bevorderen van het op de juiste wijze houden en fokken van reptielen en amfibieën in het bijzonder van bedreigde soorten
- Verzamelen, bewerken en verspreiden van de kennis over het houden en fokken
- Bijhouden van een stamboek van in Europa gehouden dieren
- Zorgen voor een genetisch verantwoorde fokprogramma's
- Samenwerken binnen herintroductieprogramma's voor bedreigde soorten reptielen en amfibieën

## Weblinks
- Website der European Studbook Foundation